# Забарвлення котів
Забарвлення котів спочатку було досить різноманітним. Пояснювалося це тим, що дикі кішки — хижаки. Для вистежування здобичі їм було необхідно маскуватися під навколишнє середовище. З часом одомашнених кішок стали селекціонувати, і кількість забарвлень збільшилася. На даний момент поняття забарвлення охоплює:
1. колір шерсті кішки;
2. різні ступені забарвленості шерсті;
3. малюнок на шерсті.

## Пропігменти
Забарвлення шерсті, шкіри та очей кішки обумовлене присутністю в них пігменту меланіну. Меланін розташовується в тілі волосся у вигляді мікроскопічних гранул, які розрізняються за формою, розміром і кількістю, що і викликає відмінності в забарвленні. Існують два хімічних різновиди меланіну: еумеланін (eumelanin) і феомеланін (phaeomelanin). Гранули еумеланіну сферичні і поглинають майже все світло, даючи чорну пігментацію. Гранули феомеланіну довгасті (еліпсоїдної форми) і відбивають світло в червоно-жовто-помаранчевому діапазоні.
Еумеланін відповідає за чорне забарвлення (і його похідні — шоколадне, циннамон, блакитне, лілове, фавн), а феомеланін — за руде (кремове). Ген, який відповідає за прояв рудого (О — Orange) або чорного (о — не Orange), розташований в X-хромосомі, тобто успадкування забарвлення зчеплене зі статтю. Кішки мають дві X-хромосоми і, відповідно, три варіанти забарвлення:
- ОО — червоний,
- оо — чорний,
- Оо — черепаховий (червоно-чорний).

У котів одна X-хромосома і, залежно від того, який алель вона несе (О або о), кіт буде рудим або чорним. Черепахове забарвлення у котів з'являється тільки у разі генетичних порушень, і такі коти в переважній більшості випадків стерильні.
Таким чином, успадкування ознак, гени яких розташовані в X- або Y-хромосомі, виявляється зчепленим зі статтю. Гени, які локалізовані в X-хромосомі і не мають алеля в Y-хромосомі, передаються від матері синові, зокрема, рудий кіт не може народитися у чорної кішки, і навпаки, руда кішка не може народити кота чорної серії.
Для опису забарвлення застосовується комбінація рядкових латинських букв і цифр. Буква визначає забарвлення, цифра — малюнок на шерсті.

## Біле забарвлення
Білий колір — це повна відсутність пігментації. У кішок суцільна біла шерсть може отримуватися у трьох різних випадках:
а. Білий альбінос у кішок проявляється під дією рецесивних генів альбінізму зa (альбінос з блакитними очима) або c (альбінос з червоними очима).
б. Суцільні білі плями проявляються під впливом фактора білих плям (S), який домінує не повністю, схильний до полігенетичних модифікацій, і зазвичай призводить до того, що кішка пофарбована в білий колір не вся. Однак, плями можуть розташовуватися настільки щільно, що тварина виглядає геть білою. Білі плями описуються в наступних розділах.
в. Панівний білий — ця мутація пригнічує всі інші гени пігментації і призводить до появи білого забарвлення шерсті і блакитного кольору очей. Як і випливає з назви, це — ефект панівного гена білого кольору (W). У разі панівного білого гени інших кольорів і малюнків хоч і присутні, але вони повністю приховані. Єдиний спосіб визначити основний генотип на практиці (до появи провести генетичний аналіз на визначення генотипу кішки) — схрещування з кішками добре відомого генотипу. Схрещування двох панівних білих зазвичай призводить до появи повністю білих кошенят, але якщо обоє батьків — гетерозиготні (W/w), то у деяких кошенят основні кольори можуть проявлятися. Якщо генотип білих батьків не відомий з родоводу або пробних схрещувань — результат в'язки непередбачуваний.
Панівний білий трапляється у різних порід. Іноді білі орієнтальні кішки розглядаються деякими асоціаціями як окрема порода. У панівного білого кольору блакитний колір очей набагато більш глибокий, ніж у альбіносів, і це вважається хорошою ознакою. Кращий синій колір очей відзначають у повністю білих Східних орієнтальних кішок, що несуть в собі пригнічений ген шоколадного кольору.
Глухота у кішок пов'язана з генами плямистості (S) і з панівним білим (W), але не з геном альбінізму (c/c або cа/ca).

## Агуті і не-агуті
Забарвлення кішок дуже різноманітні. Одні кішки пофарбовані рівномірно — це так звані суцільні забарвлення, або соліди. Інші кішки мають виражений малюнок — у вигляді смужок, кіл. Цей малюнок називається теббі (таббі). Теббі проявляється на шерсті завдяки домінантному гену А — агуті. Цей ген забарвлює кожну волосину кішки в темні і світлі поперечні смужки, що рівномірно чергуються.
У темних смужках концентрується більша кількість пігменту еумеланіну, у світлих — менша, причому пігментні гранули подовжуються, отримуючи еліпсоподібну форму і розташовуються рідко по довжині волосся. Але якщо в генотипі тваринного чорного забарвлення з'являється гомозиготна алель (аа) — не-агуті, малюнок теббі не проявляється і забарвлення виходить суцільним.
Такий вплив одних генів на інші, неалельні з ними гени, називається епістазом. Тобто алель (аа) має епістатичний вплив на гени теббі, вона їх пригнічує, маскує, не дає проявлятися. Разом з тим вплив алелі (аа) не поширюється на ген О (Orange). Тому кішки рудого (або кремового) забарвлення завжди мають відкритий малюнок теббі, а суцільне руде забарвлення у кішок виходить шляхом племінної роботи заводчика, коли ведеться відбір на більш широкі темно-забарвлені смуги, близьке розташування яких людським оком сприймається як суцільний рудий окрас.
Таким чином, усі кішки — теббі, але не всі — агуті. Підтвердження того, що всі кішки мають теббі у своєму генотипі — залишковий «примарний» дитячий теббі у багатьох кошенят. Цей залишковий теббі у кішок суцільного забарвлення йде, кішка линяє, шерсть змінюється і стає рівномірно забарвленою.

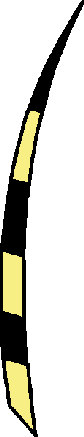
Зонування фарбування волосся під впливом гена агуті

## Тикінг і теббі
- Агуті — явище зонованого фарбування волосся. Кожна волосина розділена на кілька зон, кожна з яких забарвлена різною мірою: одні зони пофарбовані більш інтенсивно, інші — менше або не пофарбовані зовсім. До групи агуті-забарвлень у кішок ставляться окраси теббі, затушовані, «шиншила». Агуті-окраси трапляються у багатьох видів тварин: зайці, піщанки, шиншили, морські свинки та ін.
- Теббі — малюнок на шерсті. Всі теббі мають тонкі лінії на морді, що виразно обводять очі і утворюють літеру «М» на лобі. Прийнято вважати, що теббі — це початкове забарвлення кішок, тому інакше його називають «диким забарвленням», тобто характерним дрібним диким котячим.
  - Теббі-макрель — смугасте «тигрове» забарвлення, малюнок у вигляді паралельних вертикальних смуг.
  - Класичний теббі, мармуровий теббі — широкі спіральні смуги на боках, нагадують мармурові розводи, три смуги вздовж хребта, плямистий живіт, смуги на задніх лапах і смуги у вигляді кілець.
  - Плямистий теббі — рівномірно розташовані дрібні плями по всьому тілу. Плями можуть бути у вигляді переривчастих смуг.
  - Тикований теббі, абісинський теббі або агуті-теббі — без смуг або плям на тілі, але з малюнком на морді і агуті по тілу. Таке забарвлення характерне для породи абісинських кішок.

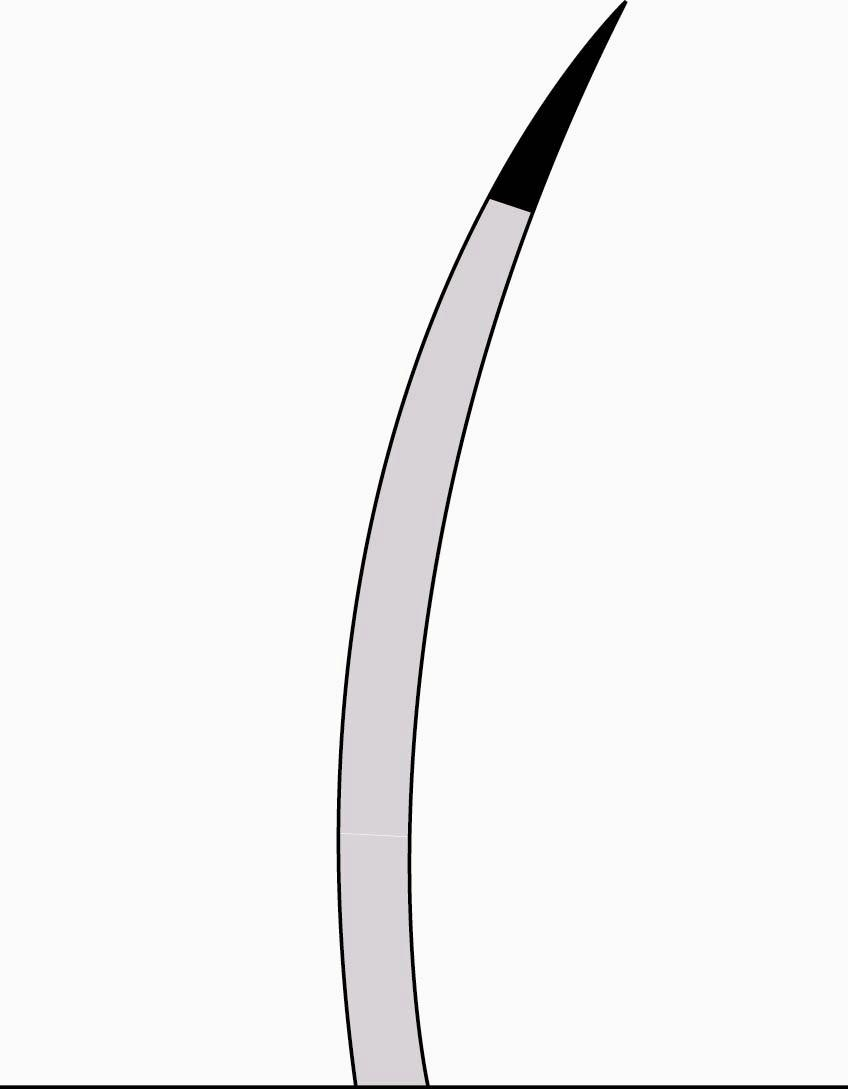
Волосина кішки при тиккованому затушованому забарвленні
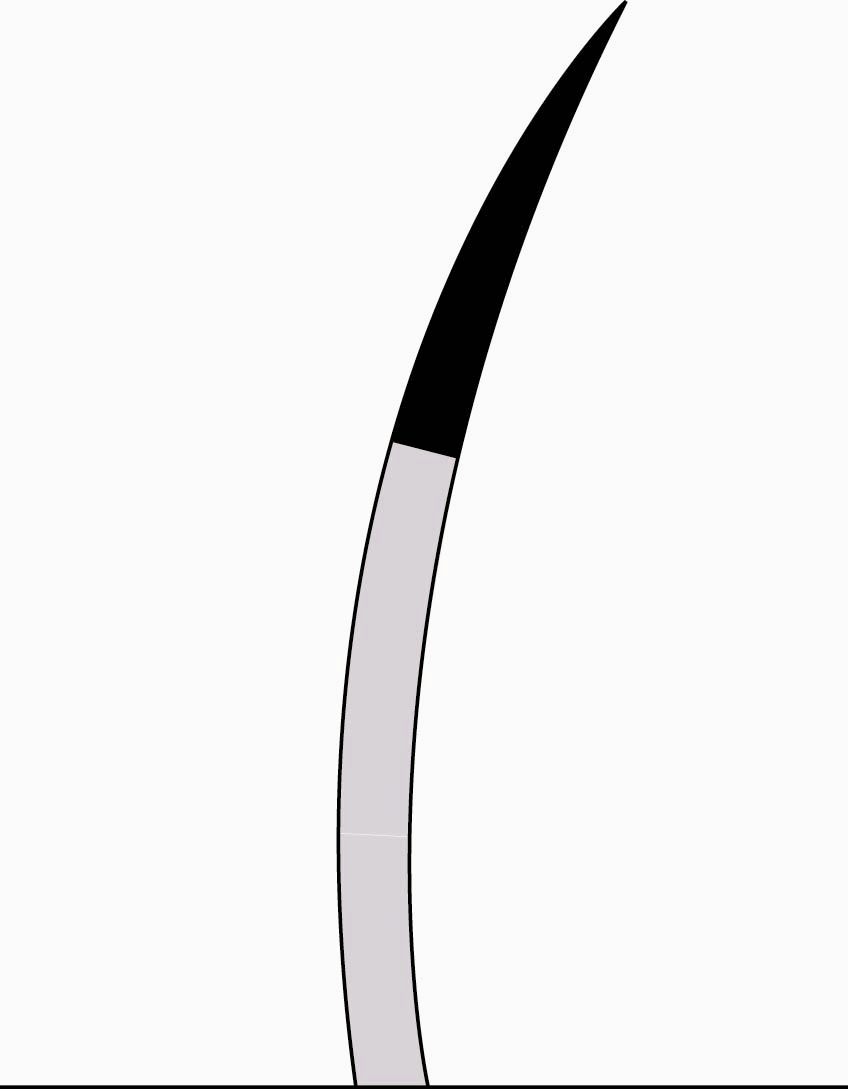
Волосся кішки при затушованому забарвленні
Волосся кішки при димчастому забарвленні
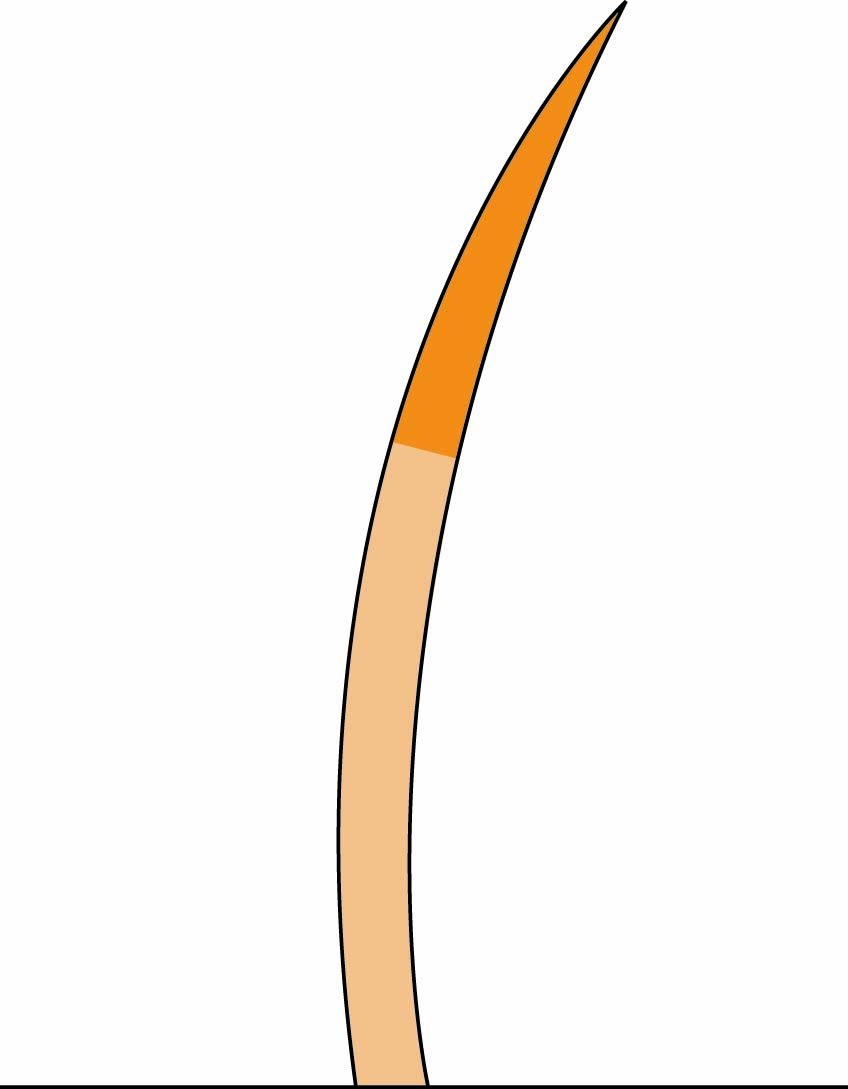
Волосся кішки при затушованому червоному (камео) забарвленні

## Група суцільних (solid) забарвлень

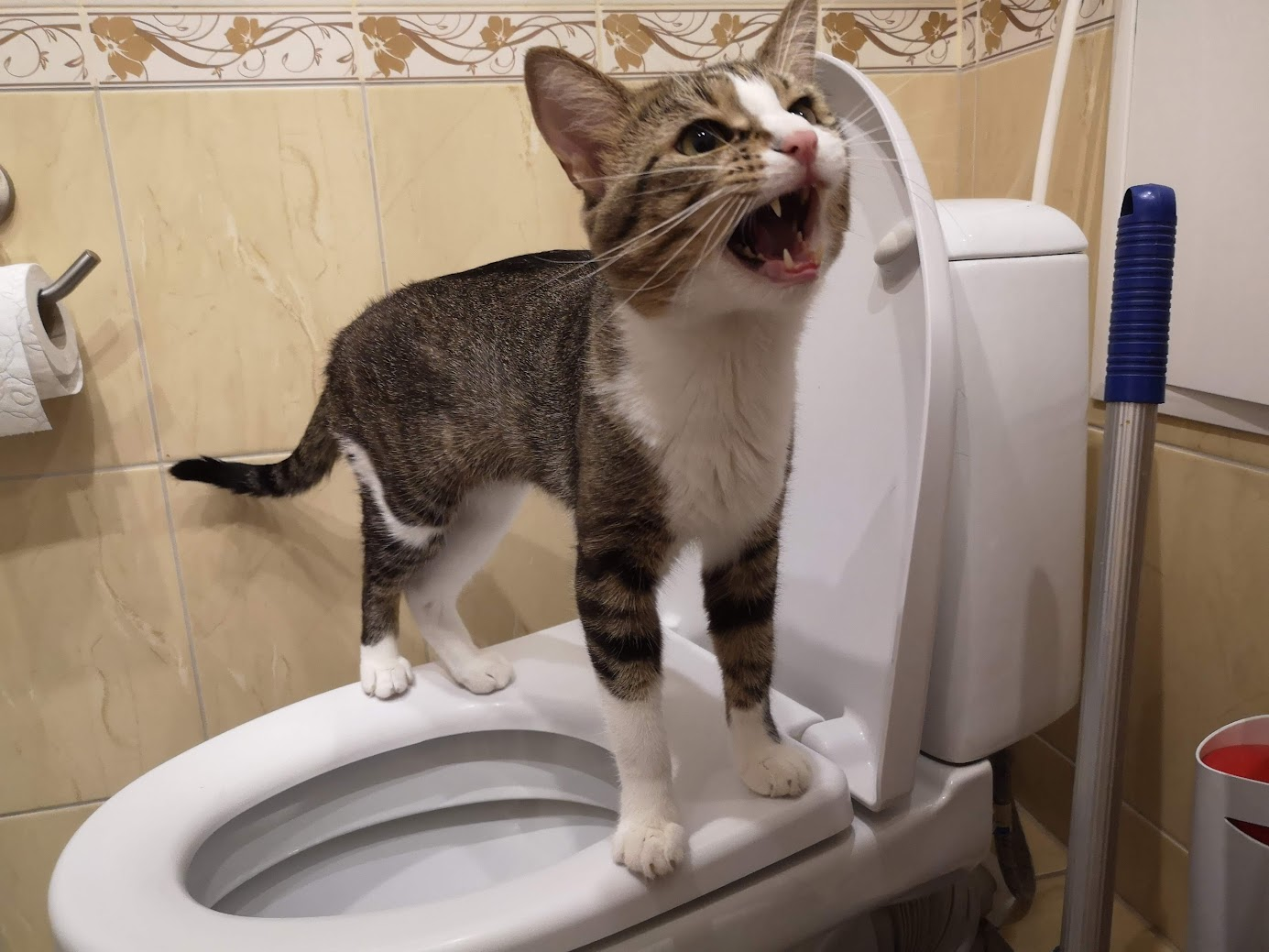
Кіт забарвлення таксидо-таббі

- Чорний — чорне забарвлення, з добре профарбованим волоссям до коренів, без малюнка і світлих плям.
- Блакитний — сірий відтінок шерсті, чистий і рівномірний, без відтінків і волосин іншого кольору. Мочка носа і подушечки лап блакитно-сірі.
- Шоколадний — темно-коричневий окрас шерсті. Мочка носа і подушечки лап того самого відтінку.
- Черепаховий — випадкові плями по всьому тілу червоного і чорного кольорів.
- Червоний — темно-рудий окрас, з добре забарвленим волоссям до коренів, без малюнка і світлих плям. Мочка носа і подушечки лап — цегляно-червоні.
- Кремовий — рівномірне забарвлення, без будь-яких слідів і плям. Кремовий колір покриває кожну волосину рівномірно до самого кореня. Мочка носа і подушечки лап рожеві.
- Блакитно-кремовий черепаховий — світло-блакитний і кремовий кольори перемішані по всьому тулубу й кінцівках. Мочка носа і подушечки лап рожеві, блакитно-сірі або рожеві з блакитнувато-сірими цятками.

## Рябі забарвлення

Різний ступінь прояву фактора білої плямистості в рябих забарвленнях

- Рябе забарвлення є проявом фактора білої плямистості, чи інакше пегості. Для рябих забарвлень характерне розташування забарвлених плям на білому тлі. В залежності від ступеня прояву генів білої плямистості розрізняють такі забарвлення:
  - Ван — (максимальний ступінь) весь білий і з пофарбованим хвостом і 1–2 невеликими пофарбованими плямами на голові вище рівня очей і нижче вух. Також може бути присутнім невелика забарвлена пляма в області плечей і невеликі плями на тильних сторонах кінцівок.
  - Арлекін — в основному білий з кількома невеликими пофарбованими плямами, розташованими на тілі і кінцівках.
  - Біколор — велика частина шкурки темна, а менша частина — нефарбована, біла, у невизначеному співвідношенні. Серед біколорів можна виділити забарвлення:
  - З білими «рукавичками»
  - З білим медальйоном (плямою на грудях)
  - З білими ґудзиками (маленькими цятками)
  - Смокінг (таксидо) (білі плями на грудях і лапах, іноді на голові)
  - Міттед (з медальйоном, ґудзиками й рукавичками)
  - «Кепка» і «сідло» (кольоровими є тільки пляма, що охоплює вуха й верх голови, і плями, що охоплюють хвіст і задню верхню частину тіла)
  - Сейшельське (є три види цього рябого забарвлення; при цьому забарвленні кольорові плями є тільки на голові, лапах і спині, хвіст повністю пофарбований)
  - Сороче — кольорові плями на голові і спині.
- Каліко — поєднання черепахового забарвлення з білим, при цьому білий колір переважає. У побуті таких кішок також називають триколірними.

## Сріблясті (silver) забарвлення
Група сріблястих кольорів характеризується висвітленням певної зони кожної волосини до білизни. Висвітлення обумовлено впливом домінантного гена сріблястості I.
- Димчастий (дим) — приблизно половина довжини кожної волосини пофарбована, а інша частина — біла. Димчасті кішки — не-агуті, тобто володарі рецесивного гена а, що виключає малюнок. Залишкові смуги — «муар» — для димних кішок вважаються дефектом забарвлення. Виділяють 5 видів диму (за забарвленням кінчика волосини): чорний, блакитний, шоколадний дим, ліловий, червоний.

Нижче представлені забарвлення кішок, що несуть ген сріблястості і є носіями гена агуті А, який дозволяє прояв таких малюнків:
- Сріблястий теббі — малюнок на повністю білому тлі. Кожна волосина при цьому пофарбована зонально: більш світлі смуги висвітлені до білизни, більш темні — зберігають початковий колір.
- Затушований — 1/3 кінчика волосини пофарбована, вся інша частина біла.
- Шиншила — 1/8 кінчика волосини пофарбована, вся інша частина біла.

## Акромеланістичні забарвлення
- Колорпойнт (від англ. colour — колір і point — точка, кінчик) — належить до групи акромеланістичних (температурно залежних) забарвлень і є однією з форм альбінізму. Для цієї групи забарвлень характерні слабко забарвлене, світле (від білого до кремового) тіло і більш темні лапи, хвіст, морда і вуха. Розрізняють такі різновиди пойнт-забарвлення:
  - Сіл-пойнт (від англ. seal — тюлень) — дуже темний сірий, майже чорний колір;
  - Блю-пойнт — «блакитний» (темно-сірий);
  - Ред-пойнт — «червоний» (рудий);
  - Шоколад-пойнт — коричневий;
  - Крем-пойнт — кремовий;
  - Торті-пойнт — черепаховий;
  - Теббі-пойнт — смугастий;
  - Лайлак-пойнт — «рожевий» (сіро-рожевий).